# Gyllene Hjorten
Gyllene hjorten (rumänska: Cerbul de aur) är också titeln på en rumänsk folksaga, som även gett namn åt musikfestivalen Cerbul de Aur.
Gyllene Hjorten är en förening för levande rollspel med säte i Uppsala.

## Historia
Föreningen Gyllene Hjorten uppkom genom ett rollspelskonvent i Gävle 1985. Som avslutning på konventet arrangerades "Dungeons & Dragons Skala 1:1", ett levande rollspel (lajv) med ett värdshus i ett garage och äventyr i skogen bakom villaområdet. Svärden som användes kan ha varit Sveriges första boffervapen. Redan från början satsade man på rekvisitan, som exempel kan nämnas de lysdioder man använde för att få lysande röda ögon på ett antal odjur.
Några liknande evenemang ordnades och deltagarna uppskattade påfundet allt mer. 1985 arrangerades det första lajvet i kampanjvärlden (Erborigien). Det tog sin början genom en inbjudan på vers till tilltänkta spelare från någon som kallade sig Konung Dvalin. Han bjöd till rådslag och fest på "Den Gyllene Hjort", ett värdshus i Björkskogen. Kampanjen som började då har fortsatt obruten i över 20 år, vilket torde vara unikt i Sverige. Föreningen är uppkallad efter detta värdshus. Fram till och med 2005 hade över 120 lajv arrangerats, från endagsäventyr till Stormidsommar som varade i nio dygn.

## Föreningens särdrag
Kampanjen i spelvärlden Erborigien rullar på i realtid, det vill säga i samma takt som tiden i den verkliga världen. Detta ger rollpersonerna och intrigerna tid att utvecklas. Man koncentrerar sig på "Sagan", upplevelsen och rollspelet på ett annat sätt än under engångsevenemang. Flera av föreningens medlemmar har spelat samma roll i mer än ett decennium.
Föreningen ställde från början rätt höga krav på kläder och utrustning, men efter 1990-talet har förväntningarna utvecklats i samma riktning i de flesta föreningar.

### Erborigien
Erborigen är den fiktiva värld, i vilken föreningens lajv äger rum. Erborigien utgör även skådeplats för de flesta Sorkar och Strängars visor.
Det första lajvet i Erborigien hölls 1985 och Erborigien är därmed den äldsta svenska lajvvärlden. Det är förmodligen också den lajvvärld i vilken flest svenska lajv har hållits. För närvarande (2019) hålls det i genomsnitt ett par, tre lajv per år i Erborigien. 
Erborigien utgörs av de fyra länderna Naronien, Wenheim, Aralantha och Randersmark.

## Föreningens utbredning
Säte för föreningen har varit i Gävle, men ändrades nyligen (2019) till att vara Uppsala. Medlemmarna har funnits spridda mellan Umeå och Bryssel, de flesta återfinns dock i Gävle, Uppsala och Stockholm. Åldersspannet på medlemmarna var 2005 mellan 3 och 70 år. Medelåldern är relativt hög, men på senare tid har en yngre generation börjat upptäcka Erborigiens mystik och ansluta sig. Sedan 2013 finns föreningens materialförråd i Uppsala. Under några år hyrde de en lokal i centrala Uppsala som var inredd som värdshuslokal, och många lajv spelade där mellan 2013 och 2018. Föreningen har gett ut bland annat två krönikor på 300 respektive 500 sidor, en världshandbok och ett antal antologier. 

### Avknoppningar
Musikgruppen Sorkar & Strängar har uppstått i föreningen och många av deras visor är åtminstone inspirerade av Gyllene Hjortens sagovärld.